# Jégbor

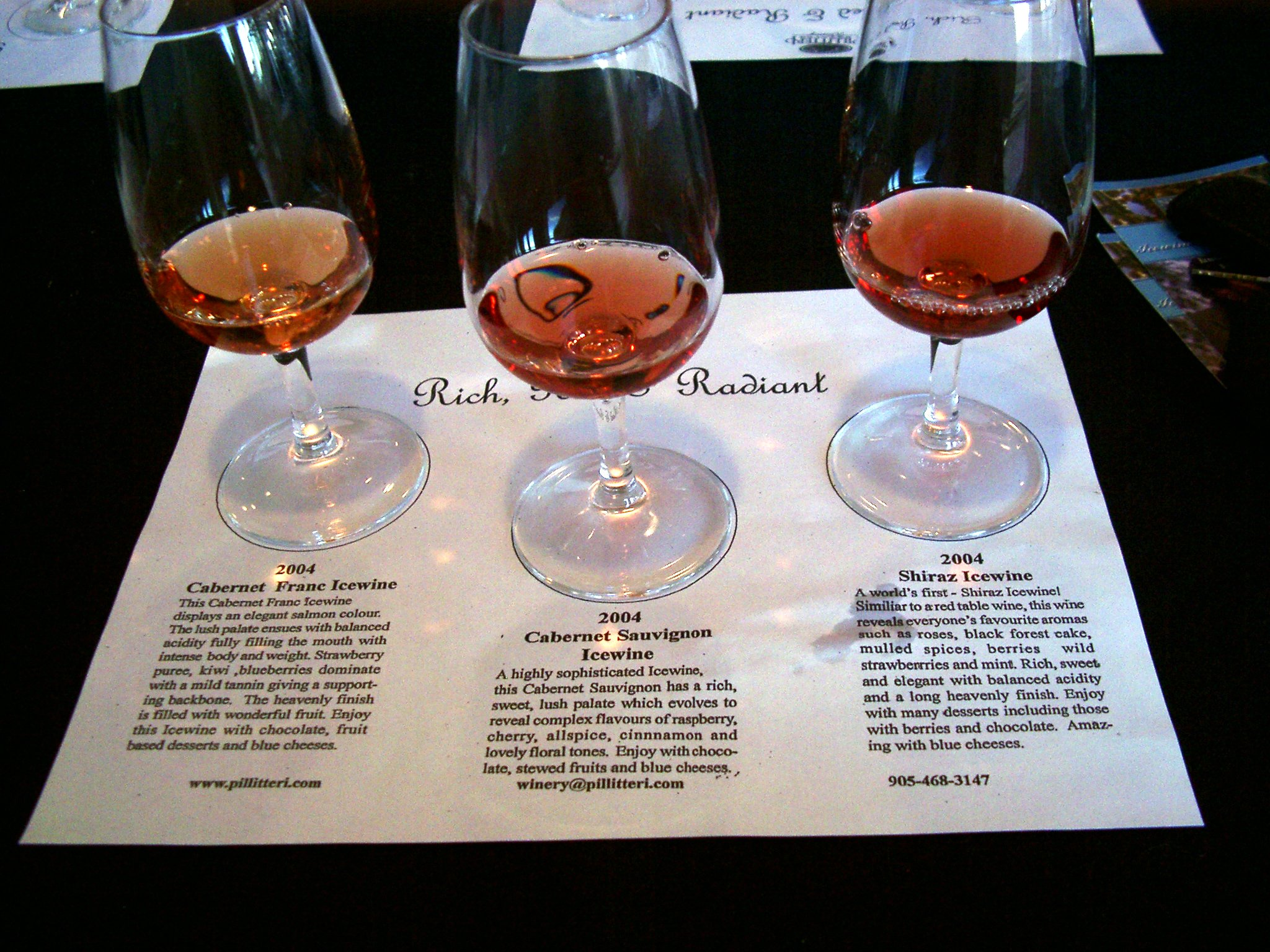
Jégbor pohárban

A jégbor a természetes édes borok egy fajtája, amely nevét arról kapta, hogy az elkészítéséhez szükséges mustot fagyott állapotban lévő szőlőszemekből préselik. A szőlőben a cukrok és egyéb oldott szilárd anyagok nem fagynak meg, csak a benne lévő víz és emiatt a fagyott szőlőből préselt bor koncentrált szárazanyag-tartalmú, nagyon édes, ugyanakkor magas savtartalmú lesz.
A jégborok esetében a szőlőszemekben lévő víz megfagyása természetes úton, a szabadban történik. A jégbor készítéséhez a szokványos szüreti időponton túl, a komolyabb téli fagyok kezdetéig szándékosan a szőlőtőkéken hagyják a gyümölcsöt, amelyet fagyott állapotban szüretelnek és préselnek ki. A jégbor készítési módja hasonló a más italok előállításánál is alkalmazott fagydesztillációs eljárásához, de lényeges különbség, hogy nem a kész italból vonunk el vizet fagyasztással, hanem még az erjedés előtt, a gyümölcs természetes fagyását használjuk fel a must sűrítésére. Fontos megkülönböztetni a jégbort a kései szüretelésű természetes édes boroktól, valamint a nemes penészes (botrytis cinerea) rothadás által megtámadott szőlőszemek felhasználásával készülő aszúboroktól.
A leghíresebb jégborokat Németországban, Kanadában és Ausztriában állítják elő, de jégbor sok országban készül, beleértve Magyarországot is. A világ legnagyobb jégbortermelője Kanada, ahol a kiszámítható fagyos időjárás sokkal biztonságosabb termelési körülményeket tesz lehetővé.

## A jégbor története
A fagyott szőlőből való borkészítés természetesen nem napjaink találmánya. Martial római kori író (i. sz. 40-103) már tudósított arról, hogy némely szőlősgazda szőlőjét novemberben fagyottan szüreteli. Nagyjából ugyanebben az időben írt idősebb Plinius bizonyos szőlőfajtákról, melyeket korán sohasem szüretelnek le, csak később, miután a bogyók megfagytak.
Ezek után a tudósítások után azonban 1700 évnek kellett eltelnie, hogy az emberiség ismét hírt halljon a jégborról, mégpedig Németország borászai révén. Dromerscheinben (Bingen mellett) az 1829-es évjáratú szőlőből az extrém hideg miatt néhány szőlősgazda a tőkéken hagyott valamennyi szőlőt hogy a madaraknak legyen mit csipegetni. A maradékot 1830. február 11-én szüretelték le, és meglepetten tapasztalták hogy rendkívül édes, és különleges aromájú must készült a fagyott szőlőből. A 19. századból a német szakirodalom [forrás?] még említést tesz az 1846-os, 1875-ös és 1890-es évekről is, amikor fagyott szőlőt szüreteltek a gazdák, és különleges minőségű természetes édes borokat készítettek.
Ezután már nem kellett olyan túl sokat várni.
Az 1950-es években egyre több német szőlősgazda ismerte fel a jégbor attraktivitását, a jégborban rejlő üzleti lehetőséget, és már nem bízták a véletlenre a jégborkészítést, hanem lassan kialakult ennek technikája, technológiája, majd törvényi szabályozása.
A német borászok jégborral elért piaci sikerei a környező országok borászainak is felkeltették az érdeklődését. Az 1970-es években Ausztria, de Magyarország borászai számára is szakmai téma lett a jégborkészítés.
Az osztrákok léptek gyorsabban. Mönchnafban 1970-ben Julius Hafner elkészítette az első jégborát, és jelentős sikereket ért el termékével a nemzetközi borversenyeken. Magyarországon a Hosszúhegyi Állami Gazdaság próbálkozásai az akkori gazdasági viszonyok tükrében kudarcra voltak ítélve [forrás?], de 1973-ban és 1976-ban is készítettek jégbort kis mennyiségben.
Sokkal sikeresebbek voltak a kanadaiak. British Columbia-ban az Okanagan tó melletti borvidéken 1973-ban Walter Hainke elkészítette Kanada első jégborát, majd fia Tilman Hainke, és annak felesége Sandra folytatták, és vitték sikerre ezt a munkát. Napjainkban Kanada a világ legnagyobb jégbor készítője, megelőzte Németországot és Ausztriát. A Hainke pincészet mellett a Hillebrand, a Suddenly az Inniskillin, a Konzelmann, a Pilliteri pincészetek 2003-ban 4089 tonna szőlőből 629.000 liter jégbor mustot készítettek, és kettő cég – a Magnotta és az Inniskillin már elkezdték a jégbor-pezsgő készítését is.
1990-es években jöttek az első hírek a déli féltekéről, hogy Új-Zéland és Ausztrália is elkezdte a jégbor készítését.
Így lassan teljes lesz a kép, hiszen mind az északi, mind a déli féltekén kihasználják a borászok a földrajzi fekvés, és időjárás által biztosított összes lehetőséget.

## Jégbor készítésére alkalmas fajták

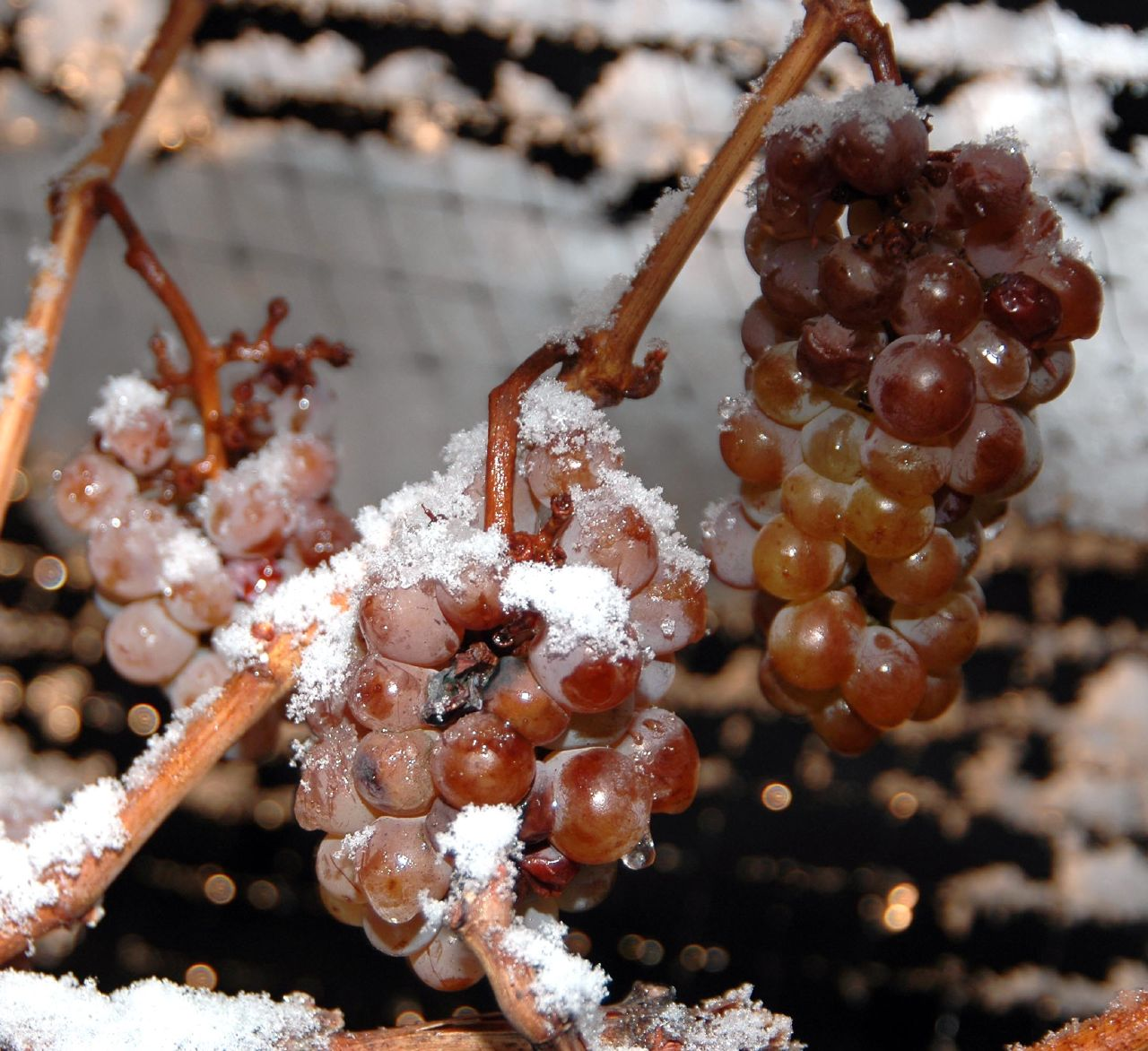
Jégbor készítéséhez a tőkén hagyott szőlőfürt, fagyott állapotban

A jégborokat Európában az 1950-1990-es években döntően rajnai rizlingből (jégbor készítéséhez legalkalmasabb a Geisenheimben nemesített rizling klón) készítették. Alapvető követelmény, hogy jégbor készítéséhez kiszemelt szőlőfajta vastag héjjal rendelkezzen, amely a hosszú tőkén tartás során sem tárul fel könnyen. A rajnai rizling mellett ma már lehet találkozni müller thurgauból, fűszeres traminiből, muskotályos szőlőkből, sőt kékszőlőből készült (cabernet franc, kékfrankos) jégborokkal is. Kanadában még ettől is színesebb a kép. Itt a rajnai rizling mellett jégbort készítenek vidal-ból, seyval blanc-ból, pinot blanc-ból, chardonnay-ből, sőt pinot noirból, cabernet sauvignonból, cabernet franc-ból, merlot-ból és syrah-ból is.

## A jégborkészítés törvényei országonként
A jégborkészítés törvényi előírásai országonként változnak. Ausztriában a must cukorfokának minimum 25 klosterneubergi mustfokot (KNW, kb. 320 gramm/liter cukor) kell elérnie, míg Németországban minimum 110 öechsle-t (kb. 290 gramm/liter cukor). Mindkét országban a szüretet -7 °C alatt kell végezni. Kanadában a szüretet -8 °C alatt kell végezni, és a mustnak minimum 35 Bx° cukorfokúnak (kb. 400 gramm/liter) kell lennie.
Magyarországon a jégborkészítés 2004 óta tartozik a Bortörvény hatálya alá. Törvény szerinti deklarációja: "Jégbor olyan meghatározott termőhelyű minőségi bor, amelyet túléretten, megfagyottan szüretelt és préselt szőlőbogyók felhasználásával állítottak elő és amelynek mustja legalább 25,0 tömegszázalék, 282 gramm/liter cukrot tartalmaz." Magyarországnak lehetnek esélyei a jégborkészítés területén, de utóbbi évtized változó időjárási viszonyai között a téli fagyok egyre kiszámíthatatlanabbak, így a termelés kockázatos, a jégbornak fenntartott termés teljes elvesztésével járhat.

### Hamisítás, nem természetes jégbor
A jégborkészítés a jégbor magas ára miatt vonzó terület a borhamisítók számára. A világ olyan borvidékein is készítenek jégborokat, amelyek klímája egyáltalán nem alkalmas erre (pl. Washington, Kalifornia). Általános hamisítási módszer a túlérett szőlő szüretelése, majd hűtőkamrában történő fagyasztás utáni feldolgozása. Néhány ország (pl. USA) bortörvénye mind a mai napig engedélyezi az ilyen módon készített borok jégborként való jelölését. Emiatt a legjobb, ha csak a jól ismert és megbízható termelők jégborait vásároljuk.
Külön érdekesség, hogy Kanada Québec tartományában a korán leeső magas hó miatt nem lehetséges a szőlőfürtöket a szőlőtőkén hagyni, így korábban, még a havazások előtt szüretelnek és a fürtöket magasan, egy speciális hálóban hagyják a szabadban megfagyni. Ugyan ez nem tekinthető klasszikus értelemben vett borhamisításnak, azonban viták tárgya, hogy az ilyen módon készített jégbor természetes jégbornak tekinthető-e.

## Jégborkészítés nehézségei
A jégborkészítésnek a rizikófaktora hazánkban kicsit nagyobb mint például Kanadában vagy Németországban. Nálunk biztosítani kell a vagyonvédelmi feladatokat, védeni kell a termést a madaraktól elsősorban a seregélyektől, valamint a vadaktól, és egy esős november, vagy december elviheti a teljes termést, egyszerűen lefolynak a fürtök a tőkéről (például 2001-ben). Emiatt a jégborkészítés kockázata a legnagyobb a borászati termékpalettán – hiszen a hektáronkénti termés a szüret idején nem több 900–1200 kg-nál, holott ugyanezen terület „normál” termése 7000–8000 kg is lehet.
Miután a préselés is fagyott szőlőből történik, a lékinyerés is rendkívül alacsony, tehát optimális esetben 500-700 l jégbor készíthető egy hektárról. A borkészítés technológiája sem egyszerű feladat, hiszen a 300-400 gramm/liter cukortartalmú mustok erjedése hosszan tartó folyamat, ami alatt a jellegzetes illat, íz, aromaanyagok károsodhatnak, a minőség csökkenhet. A természeti feltételek mellett tehát számos egyéb feltételt biztosítani kell a jégbor elkészítéséhez. Ugyanakkor a különleges minőség, az egyediség, a bor eredetisége, modernsége és divatossága kárpótolhatja készítőjét a fáradságért és a megnövekedett kockázatért.

## A jégbor piaca
A jégborok jelentős részét a Távol-Keletre exportálják, sőt a Bravo Venture csoport 2002-ben Kínával aláírt egy szerződést 1400 ha szőlő telepítésére Heilongjiang tartományban (Wuchang) – aminek terméséből jégbort fognak készíteni. A jégbor iránti kereslet természetesen korlátozott, hiszen egy viszonylag drága termékről van szó. Ennek megfelelően időnként nagy mennyiségű hamisított jégbor jelenik meg a Távol-keleti országok piacain, amely ellen a jégbort előállító országok csak több-kevesebb sikerrel tudják felvenni a küzdelmet.
Az osztrák és német jégborok 0,375 l-es palackba töltve 15-40 eurós áron találhatók a vinotékák, illetve borüzletek polcain, a kanadai jégborok 30-80 kanadai dollár áron értékesülnek, Kínában mind a kanadai mind a német jégborok 30-60 USD áron vásárolhatók. Természetesen vannak extrém alacsony (10-20 USD), valamint extrém magas (100-150 USD) árak is, az évjáratok és értékesítési lehetőségek függvényében. A mennyiségi növekménynek tehát piaci korlátai vannak, ahol az értékesítési ár jelentős hatást gyakorol a forgalomra.
Jelenleg a távol-keleti országok (Japán, Kína) mutatnak nagyobb érdeklődést a jégbor iránt, ezt a piacot próbálják lefedni elsősorban a német és kanadai termelők, ugyanakkor határozott törekvések vannak a helyi jégbor előállítására is (például Kína:Jilin, Liaoning, Heilongjiang tartományok).
A következő 2-3 évtized alatt kialakulnak a jégborkészítés és forgalmazás meghatározó és döntő egységei, amelyek mind a termelést, mind a piacot ellenőrzésük alatt tarthatják, és meghatározhatják annak a különleges – elsősorban – a 20-21. század borának, a jégbornak a jövőben elfoglalt pozícióit.

## Jégbor Magyarországon
Magyarországon a rendszerváltás után több magántermelő kezdett el foglalkozni a jégborkészítéssel. Jelenleg klimatikus és gazdálkodási adottságai miatt a Hajós-Bajai borvidék számít az autentikus "Jégbor-vidéknek", hiszen már öt pincészet is készít itt évente jégbort, illetve a piac jelentős részét ők uralják.
Miután a magyar bortörvény a jégbort sokáig nem ismerte el, a „jégbor” gyakran keveredett a „tőkén túlérlelt, töppedt szőlőből készült, késői szüretelésű borokkal” (német terminológiával jelezve Bersenauslese, Trockenbeerenausleese), de ezen a téren szép sikereket ért el a bajai Sümegi és Fiai Pincészet, Öregbaglas Pincészet, az Első Magyar Borház, a badacsonyi Német Pincészet, a móri Bozóki Pincészet, a tokaji Monyók, Pajzos Megyer és a villányi Vylyan pincészetek.
A sikereken felbuzdulva 2003-ban megrendezték az Első Magyar Tőkén Túlérlelt, Töppedt Szőlőből Készült Késői Szüretelésű Jégbor Borok versenyét, ahol közel 20 induló volt. A 2004-ben megrendezett hasonló versenyen már több mint 30 induló volt.